# Cornelis Doetsz

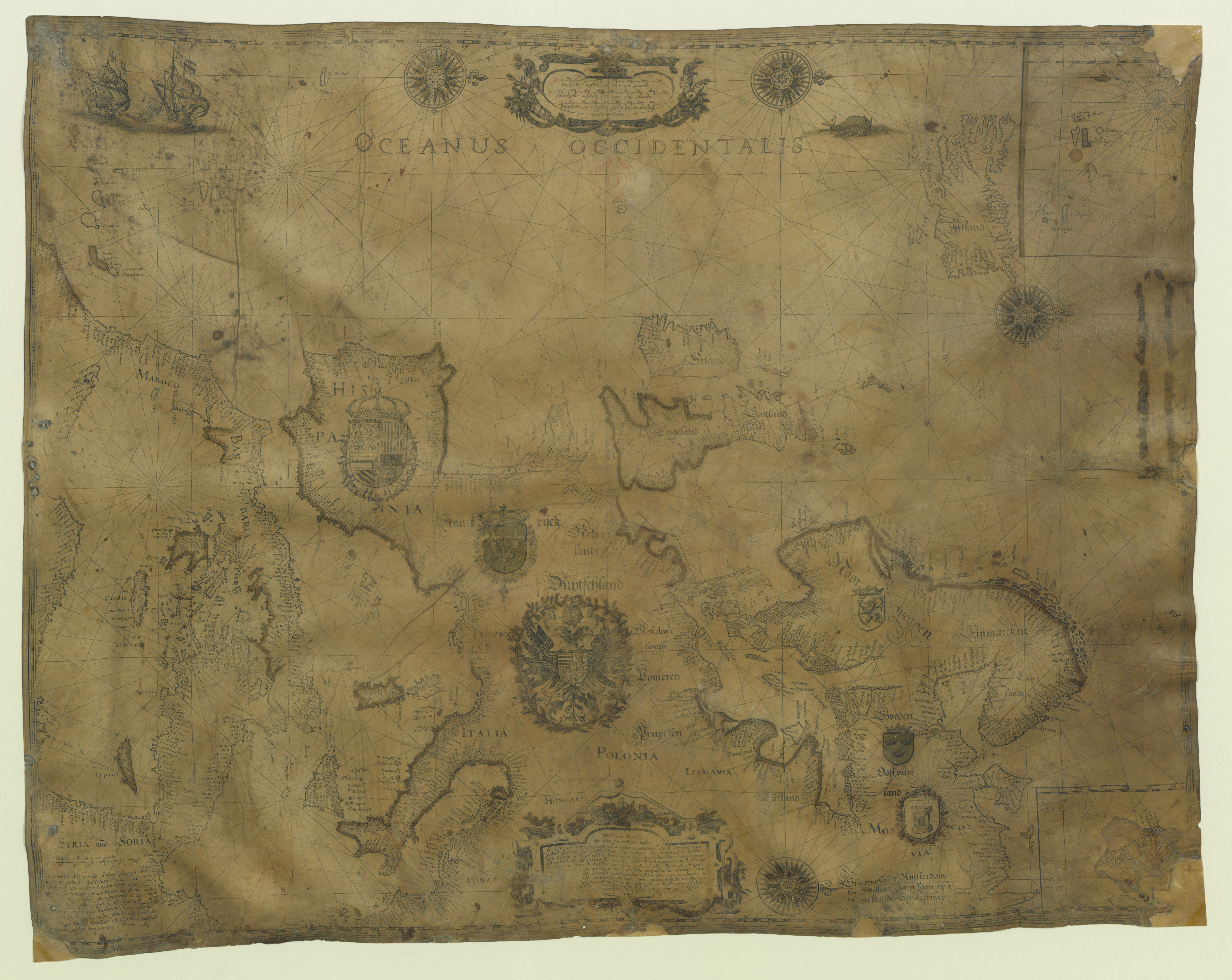
Een paskaart van de Europese kustwateren door Cornelis Doetsz (1610)

Cornelis Doetsz (? - 1613) was een Edams kaartenmaker, en van 1589 tot aan zijn overlijden een belangrijke vertegenwoordiger van de Noord-Hollandse school van maritieme cartografie. 
Voordat Amsterdam het centrum van de kaartproductie werd, waren in Enkhuizen en Edam aan het eind van de zestiende en het begin van de zeventiende eeuw veel kaartenmakers actief. Cornelis Doetsz was een van hen. Hij had waarschijnlijk in zijn jeugd zelf zeereizen gemaakt, wat hem inzicht gaf in de behoeften van zeelieden. Dit leidde tot zijn samenwerking met de drukker Cornelis Claesz., waarbij hij nauw betrokken was bij de productie van verschillende paskaarten en navigatieboeken. Zijn naam verschijnt in het voorwoord van verschillende publicaties, zoals in het Graetboeck nae den ouden stijl, uitgegeven door Cornelis Claesz in 1589. Dit werk was bedoeld als een gebruiksvriendelijke navigatiegids voor zeelieden die de nieuwere instructies in Lucas Janszoon Waghenaers Spieghel der Zeevaerdt moeilijk te begrijpen vonden. Claesz publiceerde ook verschillende kaarten van Cornelis Doetsz. De oudste nog bestaande manuscriptkaart van Doetsz dateert uit 1598 en toont het gebied tussen het onbekende Zuidland en Japan. Doetsz baseerde zich daarvoor voornamelijk op het Itinerario van Jan Huygen van Linschoten uit 1596, dat een samenvatting gaf van de Portugese kennis van de regio. Ook legde hij de basis voor de cartografie van Nieuw Nederland met zijn gedetailleerde kaarten van delen van de oostkust van Noord-Amerika. 
Zijn invloed reikte verder dan alleen de productie van kaarten; Doetsz  was meerdere malen schepen in Edam en werd in 1611 gekozen als afgevaardigde voor de Rekenkamer ter Auditie van Holland in het Noorderkwartier.
Het werk van Doetsz vormt een belangrijk onderdeel van de Nederlandse cartografische geschiedenis en weerspiegelt de groeiende maritieme macht van de Nederlanden in de zestiende en zeventiende eeuw.
- Biografisch Portaal: 83481841
- International Standard Name Identifier: 0000 0000 0483 7829
- Library of Congress Control Number: n94019700
- Virtual International Authority File: 33683604